# 菩萨庙 (乐都区)
菩萨庙，位于中国青海省海东市乐都区碾伯镇下李家村，为乐都区文物保护单位，公布日期为1998年9月28日，类型为古建筑。
菩萨庙的历史年代为清代。